# Конвой JW 51B
Конво́й JW 51B (англ. Convoy JW 51B) — арктичний конвой транспортних і допоміжних суден у кількості 15 одиниць, який у супроводженні союзних кораблів ескорту прямував від берегів Шотландії та Ісландії до радянського порту Архангельськ. Конвой вийшов 22 грудня 1942 з Лох Ю і 4 січня 1943 року прибув до Кольської затоки.
31 грудня JW 51B зазнав атаки німецьких надводних сил Крігсмаріне, які брали участь в операції «Регенбоген». У зіткненні один мінний тральщик, що оборонявся, і один есмінець, що атакував, потоплено з усіма екіпажами, а есмінець, що оборонявся, потоплено; не втрачено жодного судна конвою. Ця битва стала відомою як бій у Баренцовому морі.

## Історія конвою
Конвой JW 51B складався з 15 торговельних суден з вантажем, який по ленд-лізу доставлявся до СРСР. Безпосередній супровід забезпечувався тральщиком «Брамбл», двома корветами та двома озброєними траулерами. Близький ескорт підтримували шість есмінців Домашнього флоту на чолі з лідером «Онслоу» (капітан Роберт Шербрук). Конвой плив із місцевою групою супроводу з Британії, а пізніше до нього приєдналася місцева група супроводу з Мурманська. Крейсерська група прикриття у складі легких крейсерів «Джамайка» та «Шеффілд» і двох есмінців також перебувала в морі, в готовності захищатися транспортники від нападу надводних сил Крігсмаріне. Далеке прикриття забезпечували важкі сили прикриття з Ісландії, що складалися з лінкора «Енсон», крейсера «Камберленд» і п'яти есмінців. Конвой JW 51B був виявлений протикорабельним заслоном з чотирьох німецьких підводних човнів, що патрулювали в Норвезькому морі, та розвідувальним літаком 5-го повітряного флоту, що базувався в Норвегії. Надводні сили у складі важких крейсерів «Адмірал Гіппер», «Лютцов» і шести есмінців також були в постійній готовності вийти за командою з Альта-фіорду.
22 грудня 1942 року JW 51B вийшов з морського лоха Лох Ю в супроводі свого місцевого ескорту з чотирьох есмінців і кораблів безпосереднього ескорту. Через три дні, 25 грудня, до нього приєднався океанський ескорт, тоді як місцевий ескорт відійшов. 27 грудня JW 51B наразився на штормовий вітер, який протягом наступних двох днів розкидав конвой на кілька груп на великій території. Одне судно, Dover Hill, було змушене повернутися через погодні умови, а п'ять суден і два кораблі ескорту відокремилися. 30 грудня три судна наздогнали основні сили конвою, але «Честер Веллі» разом із озброєним траулером «Візальма» та ще один із есмінцем, «Орібі», залишилися відокремленими. Протягом 30-го також «Брембл» вийшов від основної частини конвою, розшукуючи відсталих.
24 грудня конвой був виявлений патрульним літаком, але пізніше він був втрачений унаслідок штормової погоди. Однак 30 грудня U-354 його знову виявив, і операція «Регенбоген» була розпочата. 31 грудня німецькі кораблі двома частинами вирушили назустріч океанському конвою JW 51B, і після запеклого бою, в результаті якого тральщик «Брамбл» і один есмінець «Акейтіз» затонули, а інший, «Онслоу», був пошкоджений, атакуючі сили були відбиті. Один німецький есмінець Z16 «Фрідріх Еккольдт» був потоплений, а крейсер «Адмірал Гіппер» пошкоджено.
Подальших атак не було, і 1 січня 1943 року «Візальма» та його підопічні знову приєдналися до конвою. 2 січня JW 51B зустрів його східний місцевий ескорт, два тральщики з Мурманська. 3 січня основна частина прибула до Кольської затоки, наступного дня до неї приєдналися «Орібі» та ще одне судно, що відстало.

## Кораблі та судна конвою JW 51B
Позначення

### Транспортні судна
| Назва                      | Прапор          | Тоннаж (GRT) | Прим.                                               |
| -------------------------- | --------------- | ------------ | --------------------------------------------------- |
| Ballot (1922)              | Панама          | 6 131        | розвалився по прибуттю до Кольської затоки          |
| Calobre (1919)             | Панама          | 6 891        |                                                     |
| Chester Valley (1919)      | США             | 5 078        | прямував до Молотовська                             |
| Daldorch (1930)            | Велика Британія | 5 571        |                                                     |
| Dover Hill (1918)          | Велика Британія | 5 815        | через погодні та технічні проблеми повернувся назад |
| Empire Archer (1941)       | Велика Британія | 7 031        | до Архангельська                                    |
| Empire Emerald (1941)      | Велика Британія | 8 032        |                                                     |
| Executive (1920)           | США             | 4 978        |                                                     |
| Jefferson Myers (1920)     | США             | 7 582        | до Архангельська                                    |
| John H. B. Latrobe (1942)  | США             | 7 191        | судно класу «Ліберті»                               |
| Pontfield (1940)           | Велика Британія | 8 319        |                                                     |
| Puerto Rican (1919)        | США             | 6 076        | до Архангельська                                    |
| Ralph Waldo Emerson (1942) | США             | 7 176        | судно класу «Ліберті»                               |
| Vermont (1919)             | США             | 5 670        |                                                     |
| Yorkmar (1919)             | США             | 5 612        |                                                     |

### Кораблі ескорту
| Ближній ескорт                            |                                         |                                                                                |                   |
| «Брамбл»                                  | Військово-морські сили Великої Британії | тральщик типу «Гальсіон»                                                       | 22-29 грудня      |
| «Гайдарабад»                              | Військово-морські сили Великої Британії | корвет типу «Флавер»                                                           | 22 грудня-2 січня |
| «Рододендрон»                             | Військово-морські сили Великої Британії | корвет типу «Флавер»                                                           | 22 грудня-3 січня |
| HMT Vizalma (FY286)                       | Військово-морські сили Великої Британії | протичовновий траулер                                                          | 22 грудня-3 січня |
| HMT Northern Gem (FY194)                  | Військово-морські сили Великої Британії | протичовновий траулер                                                          | 22 грудня-3 січня |
| Океанський ескорт                         |                                         |                                                                                |                   |
| «Акейтіз»                                 | Військово-морські сили Великої Британії | ескадрений міноносець типу «A»                                                 | 25-31 грудня      |
| «Онслоу»                                  | Військово-морські сили Великої Британії | лідер ескадрених міноносців типу «O»                                           | 25-31 грудня      |
| «Обідіент»                                | Військово-морські сили Великої Британії | ескадрений міноносець типу «O»                                                 | 25 грудня-3 січня |
| «Обд'юрет»                                | Військово-морські сили Великої Британії | ескадрений міноносець типу «O»                                                 | 25 грудня-3 січня |
| «Орібі»                                   | Військово-морські сили Великої Британії | ескадрений міноносець типу «O»                                                 | 25-31 грудня      |
| «Орвелл»                                  | Військово-морські сили Великої Британії | ескадрений міноносець типу «O»                                                 | 25 грудня-3 січня |
| Крейсерська група конвою                  |                                         |                                                                                |                   |
| «Джамайка»                                | Військово-морські сили Великої Британії | Легкий крейсер типу «Коронна колонія»                                          | 27-31 грудня      |
| «Шеффілд»                                 | Військово-морські сили Великої Британії | легкий крейсер типу «Таун» (1936)                                              | 27-31 грудня      |
| «Матчлес»                                 | Військово-морські сили Великої Британії | ескадрений міноносець типу «M»                                                 | 27-29 грудня      |
| «Опорт'юн»                                | Військово-морські сили Великої Британії | ескадрений міноносець типу «O»                                                 | 27-29 грудня      |
| Океанська група далекого прикриття конвою |                                         |                                                                                |                   |
| «Енсон»                                   | Військово-морські сили Великої Британії | лінійний корабель типу «Кінг Джордж V»                                         | 26-30 грудня      |
| «Бланкні»                                 | Військово-морські сили Великої Британії | ескортний міноносець типу «Хант»                                               | 22-30 грудня      |
| «Камберленд»                              | Військово-морські сили Великої Британії | важкий крейсер типу «Каунті»                                                   | 26-30 грудня      |
| «Чіддінгфолд»                             | Військово-морські сили Великої Британії | ескортний міноносець типу «Хант»                                               | 22-30 грудня      |
| «Форестер»                                | Військово-морські сили Великої Британії | ескадрений міноносець типу «F»                                                 | 22-30 грудня      |
| «Ікарус»                                  | Військово-морські сили Великої Британії | ескадрений міноносець типу «I»                                                 | 26-30 грудня      |
| «Імпалсів»                                | Військово-морські сили Великої Британії | ескадрений міноносець типу «I»                                                 | 26-30 грудня      |
| Протикорабельний заслін ПЧ                |                                         |                                                                                |                   |
| «Анрулі»                                  | Військово-морські сили Великої Британії | підводний човен типу «U»                                                       | 29 грудня-4 січня |
| «Граф»                                    | Військово-морські сили Великої Британії | трофейний підводний човен типу VIIC (колишній німецький підводний човен U-570) | 29 грудня-4 січня |
| «Треспассер»                              | Військово-морські сили Великої Британії | підводний човен типу «T»                                                       | 29 грудня-4 січня |
| «Сідог»                                   | Військово-морські сили Великої Британії | підводний човен типу «S»                                                       | 29 грудня-4 січня |

## Кораблі Крігсмаріне

### Підводні човни, що брали участь в атаці на конвой
Позначення
| Назва | Тип  | Командир                              | Результати атаки | Прим. |
| ----- | ---- | ------------------------------------- | ---------------- | ----- |
| U-354 | VIIC | капітан-лейтенант Карл-Гайнц Гербшлеб | не атакував      |       |

### Надводні кораблі
| Назва                  | Тип                                  | Прим.                                                                            |
| ---------------------- | ------------------------------------ | -------------------------------------------------------------------------------- |
| «Адмірал Гіппер»       | Важкий крейсер типу «Адмірал Гіппер» |                                                                                  |
| «Лютцов»               | Важкий крейсер типу «Дойчланд»       |                                                                                  |
| Z4 «Ріхард Бітцен»     | Ескадрений міноносець типу 1934      |                                                                                  |
| Z6 «Теодор Рідель»     | Ескадрений міноносець типу 1934A     |                                                                                  |
| Z16 «Фрідріх Еккольдт» | Ескадрений міноносець типу 1934A     | 31 грудня 1942 року загинув у бою в Баренцевому морі при спробі атакувати конвой |
| Z29                    | Ескадрений міноносець типу 1936A     |                                                                                  |
| Z30                    | Ескадрений міноносець типу 1936A     |                                                                                  |
| Z31                    | Ескадрений міноносець типу 1936A     |                                                                                  |